# アニメフレンド
株式会社 アニメフレンドは、かつて存在したアニメ制作会社。1977年3月から1990年9月まで存在した、竜の子プロダクション（タツノコプロ）の子会社である。

## 概要
タイムボカンシリーズや『超時空要塞マクロス』など、一部のタツノコプロ作品の制作に協力した。企画と運営までをタツノコプロが責任を持ち、それ以降の外注への発注作業など制作管理まで含めて、フィルムになるまでの実際の現場業務をアニメフレンドは独立して取り仕切っていた。
代表取締役は九里一平、役員もほとんどタツノコのスタッフで占められていたが、実際に采配を振っていたのはタツノコからの出向社員の永井昌嗣である。永井はタツノコプロで長く製作プロデューサーを務めて韓国への外注ルートを開拓。アニメフレンドの設立も永井の発案であったという。永井が1979年にタツノコプロから独立して龍プロダクションを設立してからは、加藤長輝、岩田弘、新井正彦、吉田昇一、米田和正らが製作プロデューサーとしてタツノコプロから出向した。
経営的にはタツノコから作品を請け負い、原画以降の作業を大韓民国のスタジオ（スタープロなど）へ発注して、その差額で会社を維持する形だった。アニメフレンドには制作管理スタッフだけでなく、演出、作画、仕上げスタッフも在籍していたが、それは韓国から仕上がったものを直すためである。アニメフレンドも独自で正社員、契約社員を採用していたが、演出や作画監督は期間限定でタツノコ社員の中からローテーションを組んで出向させていた。アニメフレンドに出向させられると、さらにアニメフレンド内でローテーションを組んで、半年から2年程度韓国へも赴任させられ現地で作業のチェックを行っていた。
なお、タツノコ作品以外の下請けも受注しており、『機動戦士ガンダム』（サンライズ制作）などの作画も担当していた。

## 作品リスト
- タイムボカンシリーズ
  - ヤッターマン （1977年 - 1979年）
  - ゼンダマン （1979年 - 1980年）
  - タイムパトロール隊オタスケマン （1980年 - 1981年）
  - ヤットデタマン （1981年 - 1982年）
  - 逆転イッパツマン （1982年 - 1983年）
  - イタダキマン （1983年）
- 風船少女テンプルちゃん（1977年 - 1978年）
- とびだせ!マシーン飛竜（1977年 - 1978年）
- 超時空要塞マクロス（1982年 - 1983年）
- 機甲創世記モスピーダ（1983年）
- おらぁグズラだど（1987年 - 1988年）
- 昆虫物語 みなしごハッチ（1989年 - 1990年）
- キャッ党忍伝てやんでえ（1990年）